# Schloss Gebesee

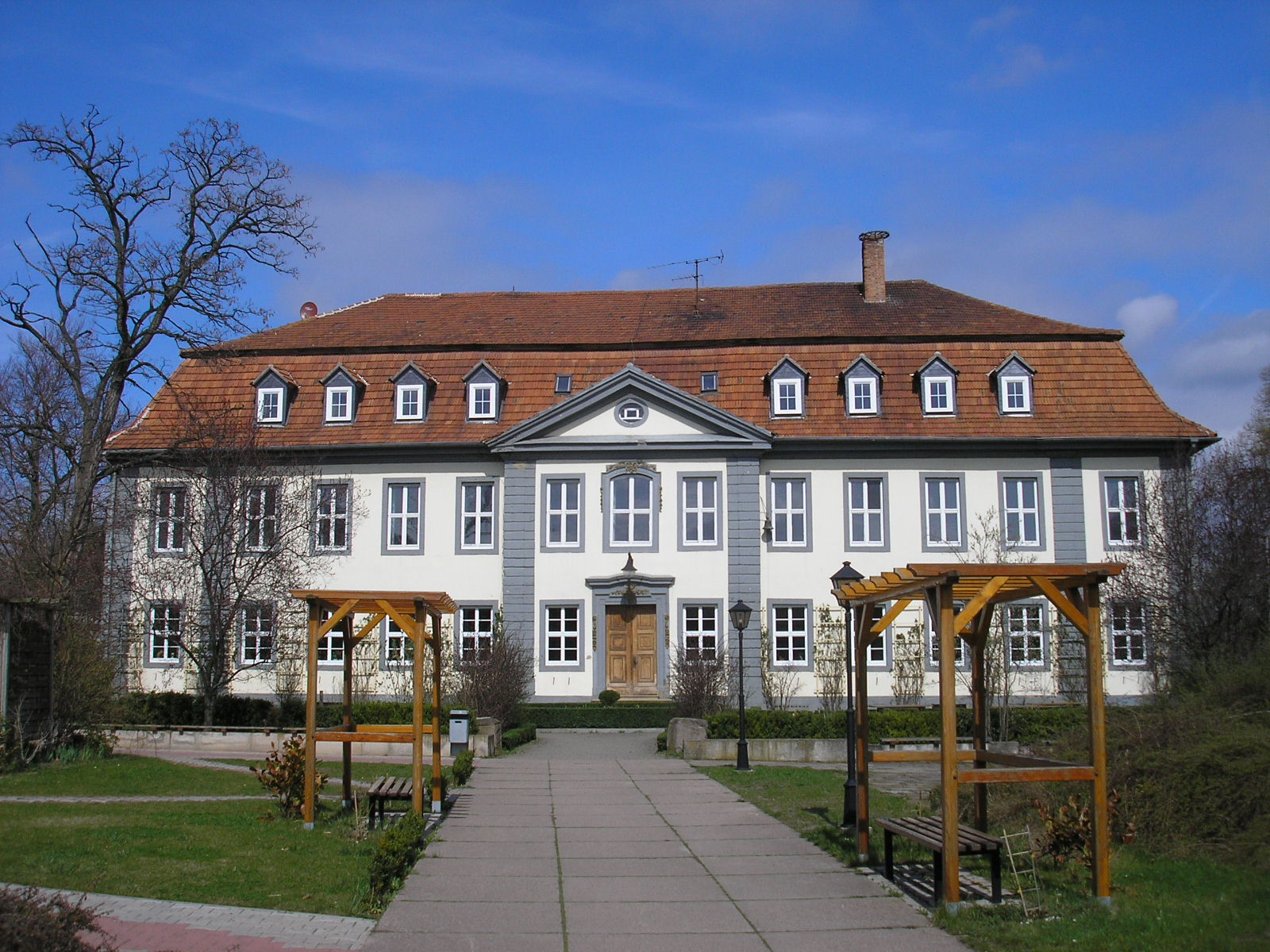
Schloss

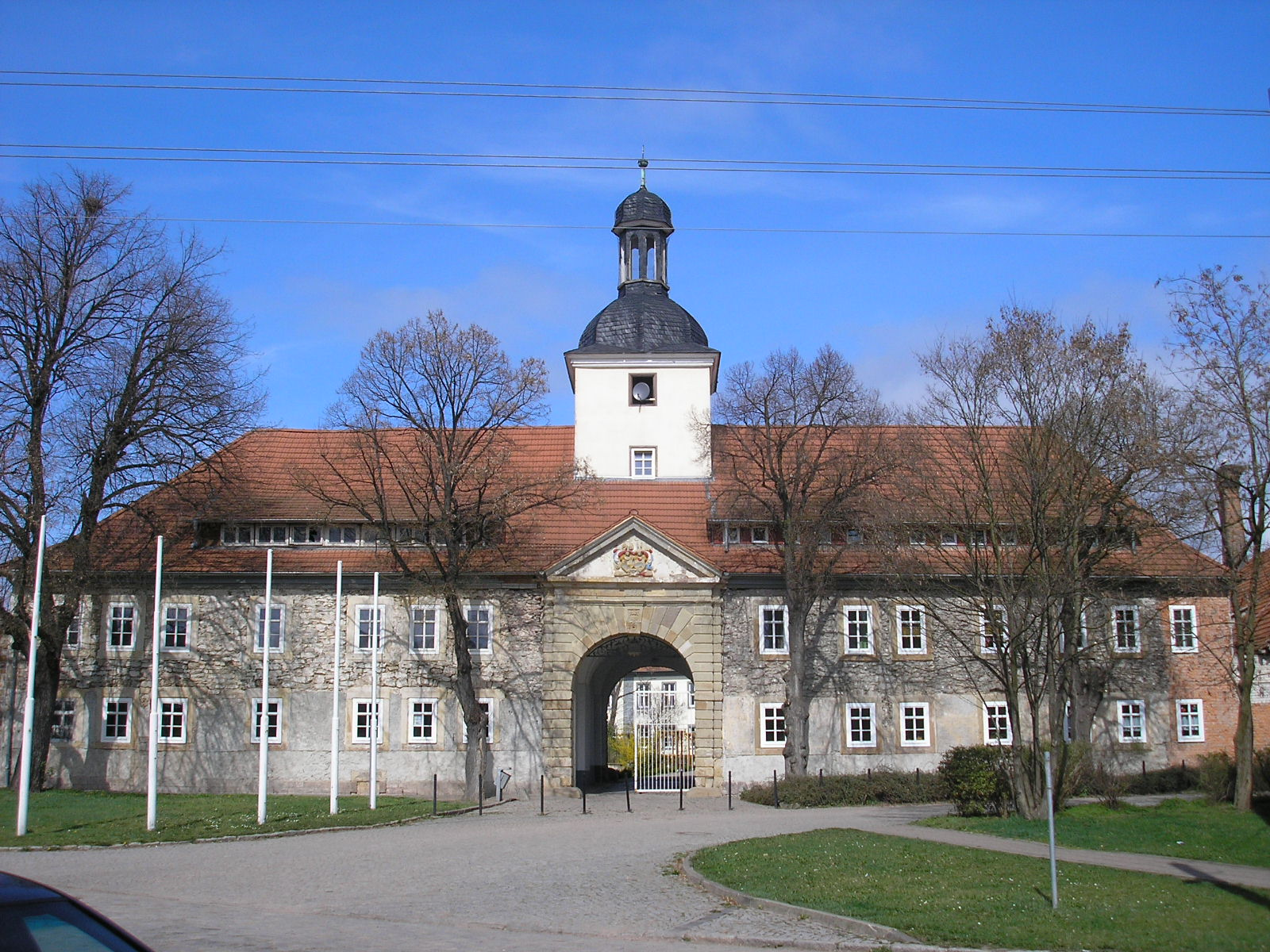
Torhaus

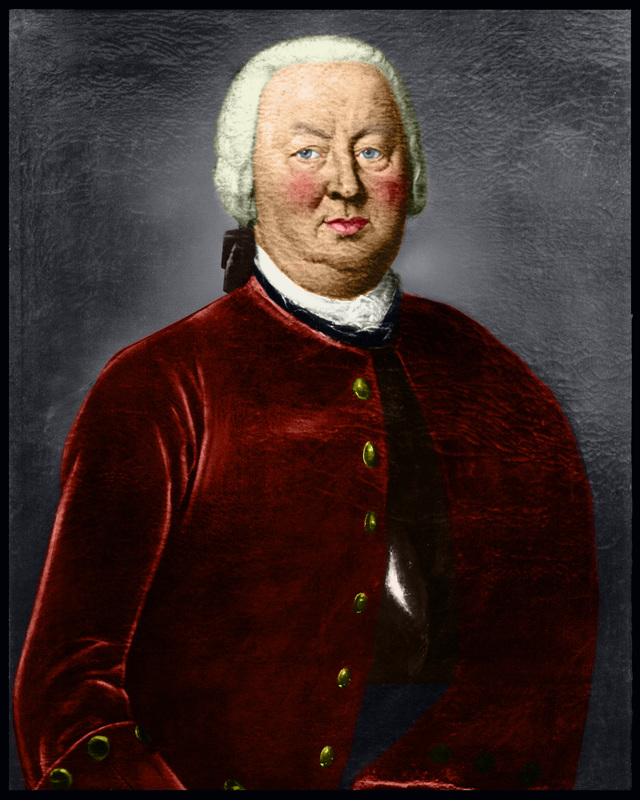
Friedrich Wilhelm von Wurmb (1690–1768)

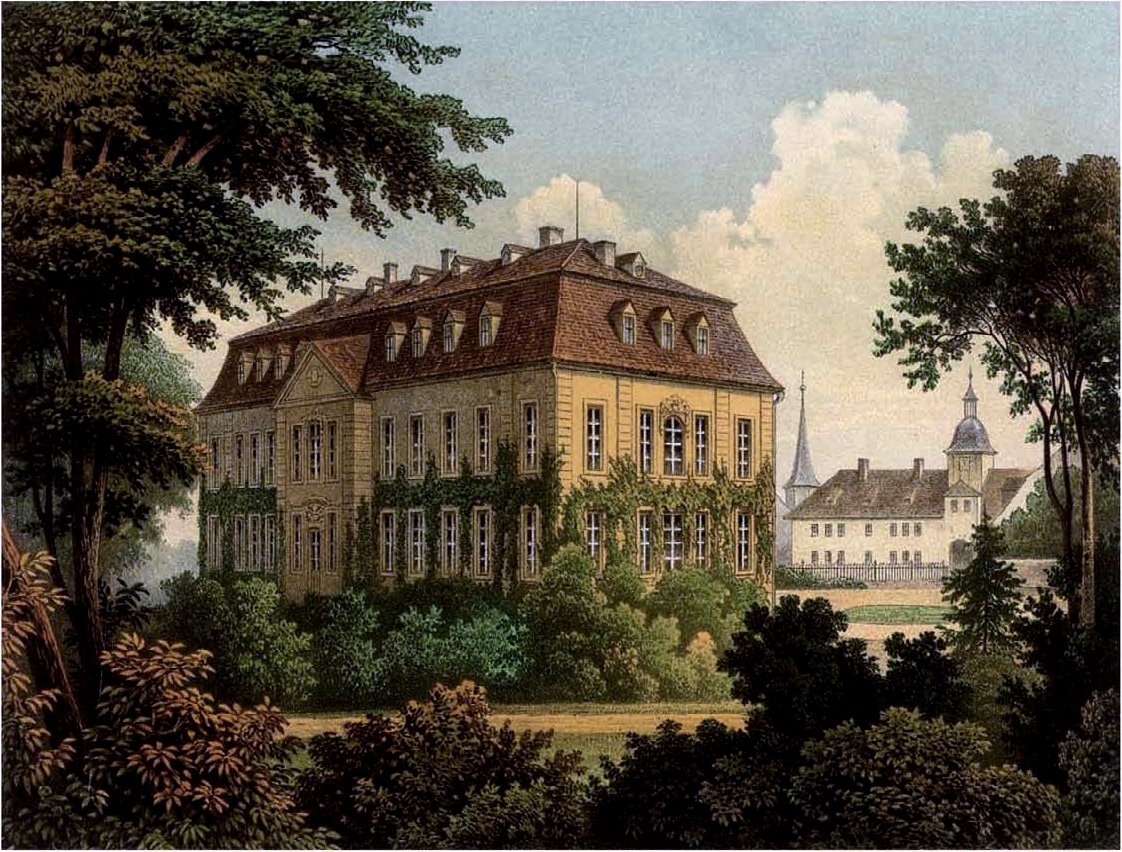
Schloss Gebesee um 1864, Sammlung von Alexander Duncker

Das Schloss Gebesee steht in der Landstadt Gebesee im Landkreis Sömmerda in Thüringen.

## Geschichte
Um 772 wurde von Karl dem Großen bei Gebesee ein Königshof unterhalten. Dieser befand sich jedoch nicht auf dem Schlossgelände. Im Mittelalter gab es eine Burg, die dem Landgrafen von Thüringen gehörte. Deren Entstehungszeit ist unbekannt. Im Jahr 1375 wurde sie von der Stadt Erfurt vergeblich belagert. 1519 kauft Adam von Beichlingen das Schloss. Mit dem Aussterben der Grafen von Beichlingen 1567 fiel das Schloss zurück an die Herzöge von Sachsen. Während des Dreißigjährigen Kriegs gelangte Rittmeister Caspar von Rahna 1634 durch Heirat in den Besitz des Schlosses. Sein Nachfahre Georg Hartmann von Rahna starb 1703. Danach verfiel die Anlage.
1712 wurden die Brüder Ludwig und Lewin Heinrich von Wurmb aus Großfurra mit Gebesee belehnt, jedoch wegen unterlassener Anmeldung mit 3000 Gulden bestraft. Ihnen folgten 1722 Heinrich Ludwig und Friedrich Wilhelm von Wurmb. Die Brüder Wurmb verkauften das Gut 1724 für 56,500 Gulden an ihren Schwager, den Fürstlich Braunschweigischen Erbmarschall Jobst Adam von Oldershausen, der mit ihrer Schwester Sibylle Lucretia von Wurmb verheiratet war und 1726 starb. 1734 teilten seine Söhne Jobst Ludwig Adam und Burckhard Friedrich Anton das Gut.
1737 wurde Burkhardt Friedrich Anton, dem das Gut durch einen Erbteilungsrezess alleine zugefallen war, schließlich mit demselben belehnt. Er ließ die Ruinen abbrechen und 1740 das noch bestehende Barockschloss errichten. Neben dem Schloss baute er auch das noch heute erhaltene Amtshaus und das Torbogenhaus. Sein Nachfahre, Hans Georg Friedrich August von Oldershausen, der kinderlos geblieben war, schloss 1845 einen Vertrag zur Übernahme des Gutes durch sieben andere zur Lehnssuccession berechtigte Familienmitglieder, darunter dem späteren Erfurter Oberbürgermeister Carl von Oldershausen, der dort mit seiner Familie seinen Wohnsitz nahm und dessen Sohn Jobst dort am 3. Mai 1846 geboren wurde. Am 5. Februar 1850, zwei Monate vor dem Tod Hans Georgs, verkaufte die Erbengemeinschaft das Anwesen für 182.000 Reichsthaler an den Herzoglich Braunschweigischen Geheimen Kammerrath, Freiherr Adolph Eduard von den Brincken. Letzte Brincken auf Gebesee waren der Wirkliche Geheime Rat, Kammerherr und Gesandte Egon von den Brincken und in erster Linie sein jüngerer Bruder Landrat Baron Lothar von den Brincken (1836–1908). Er war des Weiteren Geheimer Regierungs-Rat sowie Rechtsritter des Johanniterordens. Beide Brüder waren gemeinsam Kirchenpatron für die Region Gebesee.
Ende 1918 soll das Schloss mit seinen über 300 ha Land an dem Fabrikbesitzer Bulle aus Altenfeld verkauft worden sein. Vor 1922 wiederum ist als Eigentümer die Siedlungsgesellschaft Sachsenland GmbH mit Sitz in Halle a. S. Das Gut beinhaltete noch 365 ha und wurde von Administrator Krehuhn geführt. Anfang 1923 übernahm es im Tausch gegen die Schulungseinrichtung in Ilsenburg die „Stiftung deutsche Landerziehungsheime“ und funktionierte es als Schule und Internateinrichtung um. Es diente dann von 1923 bis 1948/51 als Hermann-Lietz-Schule, während der DDR-Zeit als Jugendwerkhof und seit 2008 als „Internat Schloss Gebesee - Gemeinnützige GmbH“ zur Sonderschulausbildung. Zwei Jahre später wurde es durch einen örtlichen landwirtschaftlichen Betrieb übernommen, der darin Ferienwohnungen einrichtete und das Grundstück während der Erdbeersaison zur Unterbringung auswärtiger Landarbeiter nutzt.